# Edith Weston
Edith Weston är en ort och en civil parish i Storbritannien.   Den ligger i grevskapet och kommunen Rutland och riksdelen England, i den sydöstra delen av landet, 130 km norr om huvudstaden London. Edith Weston ligger 107 meter över havet och antalet invånare är 1 811. Den ligger vid sjön Rutland Water.
Terrängen runt Edith Weston är platt. Runt Edith Weston är det ganska tätbefolkat, med 160 invånare per kvadratkilometer. Närmaste större samhälle är Corby, 16,2 km söder om Edith Weston. Trakten runt Edith Weston består till största delen av jordbruksmark.